# Harry Hardenberg
Harry Hardenberg (* 8. August 1935 in Stralsund) ist ein deutscher Fotografiker.

## Leben und Werk
Hardenberg absolvierte von 1949 bis 1952 in Stralsund eine Lehre als Maler und arbeitete dann als Malergeselle auf der Volkswerft Stralsund. 1956 begann seine autodidaktische fotografische Arbeit, und ab 1966 arbeitete er als Betriebsfotograf der Volkswerft. Hardenberg fotografierte anfänglich überwiegend in schwarz-weiß, was die Authentizität seiner Bilder noch unterstrich. In den 60er Jahren lernte er den Stralsunder Archivar Herbert Ewe kennen, der für eines seiner Bücher über Stralsund Bilder von der Werft suchte – und sie bei Hardenberg fand. Ab 1970 war er Bildreporter bei der Ostseezeitung Rostock. Von 1969 bis 1974 machte Hardenberg bei Horst Thorau ein Fernstudium an der Hochschule für Grafik und Buchkunst Leipzig, das er mit dem Diplom eines Fotografikers abschloss.
1974 wurde er in den Verband Bildender Künstler der DDR aufgenommen. 1981 war er Mitbegründer der Zentralen Arbeitsgruppe Fotografie des Verbands.
Seit 1984 arbeitete er als freischaffender Künstler.
Hardenberg fotografierte nicht nur in seiner Heimatstadt Stralsund, sondern auch in der Region um Mecklenburg-Vorpommern. Studienreisen führten ihn u. a. nach China, USA, England, Rumänien, Polen, Syrien, Frankreich und Russland.
1993 erhielt er einen Lehrauftrag an der Ernst-Moritz-Arndt-Universität Greifswald.
Er ist Gründungsmitglied des Künstlerbundes Mecklenburg-Vorpommern.
In zahlreichen internationalen und nationalen Ausstellungen waren seine Werke zu sehen, in der DDR u .a. 1982/1983 und 1987/1988 auf der IX. und X. Kunstausstellung der DDR in Dresden.
Über 140 Bücher mit seinen Fotografien wurden veröffentlicht.
Er ist verheiratet und hat drei Kinder.

## Ehrungen (Auswahl)
- 1969: Ehrennadel für Fotografie in Gold
- 1972: Artiste FIAP (AFIAP) der  Fédération Internationale de l’Art Photographique
- 1974: Kulturpreis des Rates des Bezirks Rostock (im Kollektiv)
- 1988: Johannes-R.-Becher-Medaille in Silber
- 2023: Kulturpreis des Landkreises Vorpommern-Rügen

## Werke (Auswahl)
- Stralsund. Hinstorff Verlag, Rostock 2009, ISBN 978-3-356-01331-3.
- Rote Brause Stralsund, 1960–1990. Steffen Verlag, Friedland 2008, ISBN 978-3-940101-48-8.
- Volkswerft. Ein Bildband über die VEB Volkswerft Stralsund, Spezialwerft für Fischereifahrzeuge. VEB Volkswerft Stralsund, Stralsund 1975.
- Harry Hardenberg (Fotografien), Herbert Ewe (Text): Stralsund. Bilder einer Stadt 1957–1992. Hinstorff Verlag, Rostock 2005, ISBN 3-356-01088-3.
- Hans-Joachim Hacker (Text), Harry Hardenberg (Fotografien): Stralsund. Fotografien von gestern und heute. Wartberg-Verlag, Gudensberg-Gleichen 2006, ISBN 978-3-8313-1673-1.